# RingCentral
RingCentral, Inc. (NYSE: RNG) er en en amerikansk cloudcomputingvirksomhed, der udbyder software til kommunikation og samarbejde.
Vlad Shmunis og Vlad Vendrow etablerede virksomheden i 1999.